# Харбург, Йип
Исидор Хохберг (англ. Isidore Hochberg; 8 апреля 1896[…], Нижний Ист-Сайд, Нью-Йорк — 5 марта 1981[…], Голливуд, Калифорния), также известный как Эдгар Йипсель (Йип) Харбург (англ. Edgar Yipsel "Yip" Harburg) — американский поэт-песенник и либреттист, работавший со многими известными композиторами, включая Гарольда Арлена, Бертона Лэйна и Вернона Дюка. Он написал тексты многих песен, ставших впоследствии стандартами, например, «Brother, Can You Spare a Dime?», «April in Paris», «It’s Only a Paper Moon». Также он написал все песни для фильма «Волшебник страны Оз» 1939 года, включая оскароносную «Over the Rainbow». В 1972 году был включён в Зал славы авторов песен.